# مریخی محبوب من
مریخی محبوب من (انگلیسی: My Favorite Martian) یک مجموعهٔ تلویزیونی آمریکایی کمدی موقعیت است که از سال ۱۹۶۳ تا ۱۹۶۶ میلادی از شبکهٔ سی‌بی‌اس پخش شد.
۷۵ قسمتِ نخستینِ این مجموعه تلویزیونی به شیوهٔ سیاه‌وسفید و ۳۲ قسمت بعدی به‌ شیوه رنگی تصویربرداری شده بود.